# San Colombano Certenoli
San Colombano Certènoli (San Comban in ligure) è un comune italiano sparso di 2 672 abitanti della città metropolitana di Genova in Liguria. Prende il nome da due delle sue frazioni: San Colombano (la più importante dal punto di vista storico) e Certenoli, la più estesa. La sede comunale si trova ad Aveggio, la terza delle numerose frazioni.

## Geografia fisica
Il comune ha un territorio geografico molto vasto, il più esteso della val Fontanabuona, compreso tra il passo dell'Anchetta (474 m s.l.m.) e il monte Ramaceto (1345 m); nel territorio è compresa anche la val Cichero la quale separa il comune dalla valle Sturla. Il centro è ubicato ad est di Genova.
Tra le vette del territorio il monte Cucco (1051 m), il monte delle Groppe (924 m), il monte Azzarino (763 m), il monte Pissacqua (738 m), il monte delle Pezze (732 m).
L'orografia del territorio comprende zone di fondovalle, dove si coltiva la vite grazie alla presenza di abbondante acqua, e zone montane come le pendici del monte Ramaceto, il più elevato dell'intera valle fontanina.

## Storia

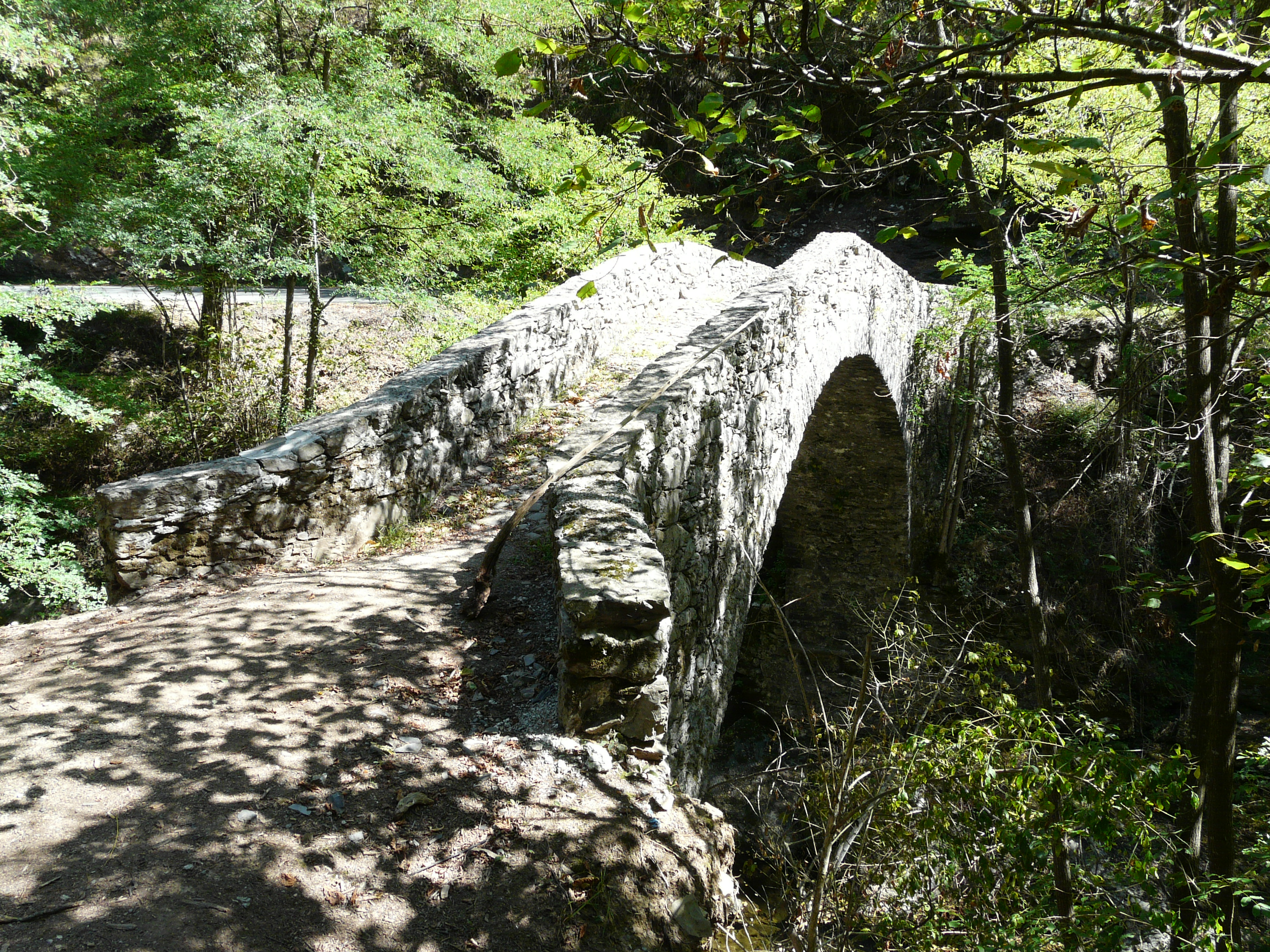
Ponte presso la frazione di Celesia

Citato già nel X secolo in alcuni documenti dell'abbazia di San Colombano di Bobbio, nei quali vengono espressamente citate le altre celle monastiche di Scaona, Bembelia (primo nome di San Colombano), Monte, Vinealis, Romalio e Plecherio, il territorio odierno di San Colombano divenne feudo dei conti Fieschi di Lavagna dal 1171.
Gravi scontri si ebbero nelle sue terre tra il XIV e il XV secolo tra le diverse fazioni nobiliari dei Fieschi e dei Malaspina che dominarono il territorio fino al passaggio di fedeltà verso la Repubblica di Genova a partire dal 1543. Seguendone quindi le sorti storiche, le comunità certenolesi furono sottoposte dapprima nel capitaneato di Chiavari - sotto la podesteria di Rapallo (quartiere d'Oltremonte) - e dal 1608 nel neo istituito capitaneato rapallese.
Nel corso del 1672 la famiglia Savoia tentò di far insorgere la popolazione dell'odierna località di Calvari contro la repubblica genovese, per poter così ottenere l'annessione del territorio al Piemonte; Genova punì i colpevoli della vicenda, ricordata dagli storici locali come la "congiura dei Torre", con l'impiccagione dei congiurati locali.
Nel 1797 con la dominazione francese di Napoleone Bonaparte i vari borghi e località paesane si costituirono in piccole municipalità (Baranzuolo, Calvari, Camposasco, Certenoli e Romaggi) rientranti dal 2 dicembre nel dipartimento del Golfo del Tigullio, con capoluogo Rapallo, all'interno della Repubblica Ligure. Dal 28 aprile del 1798 con i nuovi ordinamenti francesi, San Colombano rientrò nel IV cantone, capoluogo Santa Maria di Camposasco nella Fossa dei Peirani, della giurisdizione dell'Entella e dal 1803 centro principale del I cantone dell'Entella nella giurisdizione dell'Entella. Nello stesso anno furono soppresse le municipalità di Baranzolo e Calvari aggregandole a San Colombano e, l'anno successivo, allo stesso ente i centri di Camposasco, Certenoli e Romaggi; nel 1805 una nuova revisione dei confini amministrativi portarono all'assorbimento delle frazioni di Celesia e Cichero dal comune di Orero. Annesso al Primo Impero francese dal 13 giugno 1805 al 1814 venne inserito nel dipartimento degli Appennini.

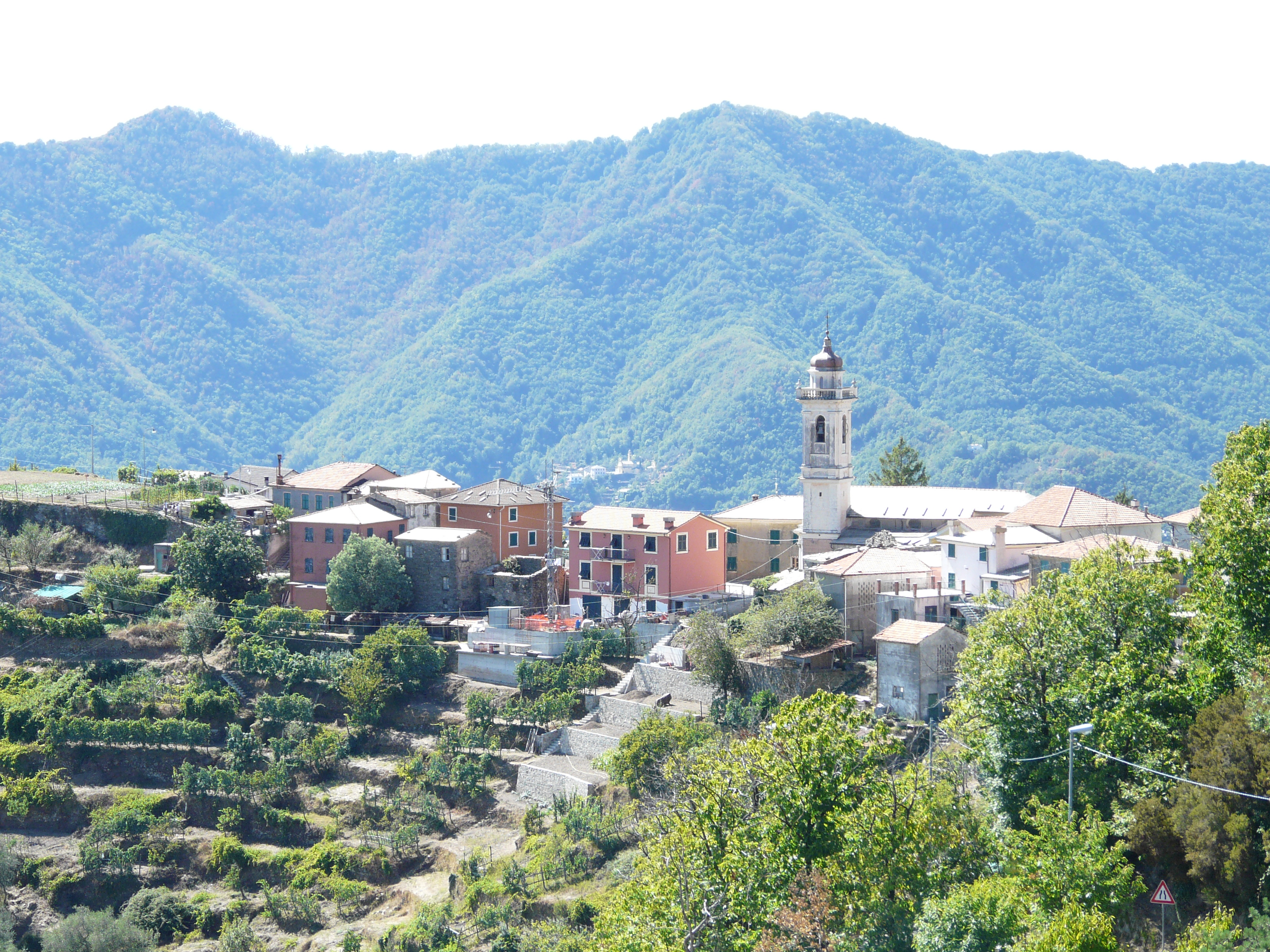
Panorama della frazione di Romaggi

Nel 1815 fu inglobato nel Regno di Sardegna, secondo le decisioni del congresso di Vienna del 1814, che sottopose la municipalità di San Colombano nella provincia di Chiavari sotto la divisione di Genova. Dal 1859 al 1926 il territorio fu compreso nel VI mandamento di Cicagna del circondario di Chiavari dell'allora provincia di Genova, nel Regno d'Italia.
Assunse il definitivo nome di San Colombano Certenoli a partire dal 1863 dopo diversi anni per arrivare ad un accordo tra le nove frazioni comunali. Si scelse di aggiungere la denominazione Certenoli poiché quest'ultima, conosciuta in epoca romana con la denominazione di Certinulus, come già accennato è la frazione più estesa del comune, venne così eretto il palazzo municipale al confine delle due frazioni.
San Colombano Certenoli è tra le città decorate al valor militare per la guerra di Liberazione, insignito della Croce di guerra al valor militare per i sacrifici delle sue popolazioni e per l'attività nella lotta partigiana durante la seconda guerra mondiale. Nel 1941, tra le località di Pian di Coreglia (Coreglia Ligure) e Calvari fu costruito il 52º campo di concentramento da parte del Genio militare della caserma di Caperana (Chiavari); nel periodo tra il 1941 e l'8 settembre 1943 il "Campo prigionieri di guerra", soprattutto soldati inglesi o del Commonwealth catturati in Africa, accolse nella struttura circa 15.000 prigionieri per una capienza massima stabilita di 4.000 persone. Il campo ospitò 22 prigionieri ebrei del circondario della Provincia di Genova, questi furono poi deportati in Germania e uccisi nei campi di concentramento.
Il 4 luglio 1944 i due marò della Xª Flottiglia MAS Enrico Alvina ed Eugenio Cichero e i due militi della Guardia Nazionale Repubblicana Sinede Coatti e Giulio Dachà, che erano stati presi prigionieri dai partigiani furono fucilati a San Colombano Certenoli. I corpi furono poi rinvenuti alla fine della guerra in una fossa comune.
Tra il 16 e il 19 luglio del 1944, specie nella val Cichero, avvenne per le formazioni partigiane un disastroso rastrellamento fascista che portò alla fucilazione di sette partigiani ed alla distruzione dell'intero paese tramite incendio.
Nel marzo 1945 e nell'ottobre dell'anno precedente altri rastrellamenti portano alla morte in due eccidi per mano nazifascista di 10 persone di cui 8 partigiani alle Paie di Calvari e di altre 8 persone di cui 6 partigiani a San Colombano vicino al vecchio ponte per Scaruglia.
Dal 1973 al 30 aprile 2011 ha fatto parte della Comunità montana Fontanabuona.

### Simboli
Stemma
Gonfalone
Il gonfalone presenta sul fronte un panno di bianco damascato e sul retro di rosso sul quale sono stati riportati ricamati con filo dorato i nomi delle nove frazioni del comune: San Colombano, Certenoli, Aveggio, Romaggi, Cichero, Baranzuolo, Celesia, San Martino, Camposasco.
Lo stemma e il gonfalone sono stati concessi con decreto del presidente della Repubblica del 12 gennaio 2021. Il decreto modifica lo stemma precedente, ideato dall'architetto cavalier Ivon Palazzolo e concesso assieme al gonfalone con D.P.R. del 20 gennaio 1961, che aveva la seguente descrizione araldica:

Sono rappresentati i tre torrenti del Lavagna, il Cicana e il Barbarasco; la torre con porta d'oro simboleggia il rapporto secolare tra la valle del Cicana, le zone alte del comune e quindi l'unione dell'intero territorio certenolese. Tale unificazione è ripresa dal motto latino Inter valles augeo ("prospero tra le valli") che ricorda che il Comune vive fra le due valli principali: Lavagna e Cicana, intersecate da numerose valli minori. La colomba bianca è un omaggio a san Colombano.

### Onorificenze
San Colombano Certenoli è tra le città decorate al valor militare per la guerra di liberazione, insignito della croce di guerra al valor militare per i sacrifici delle sue popolazioni e per l'attività nella lotta partigiana durante la seconda guerra mondiale.

## Monumenti e luoghi d'interesse

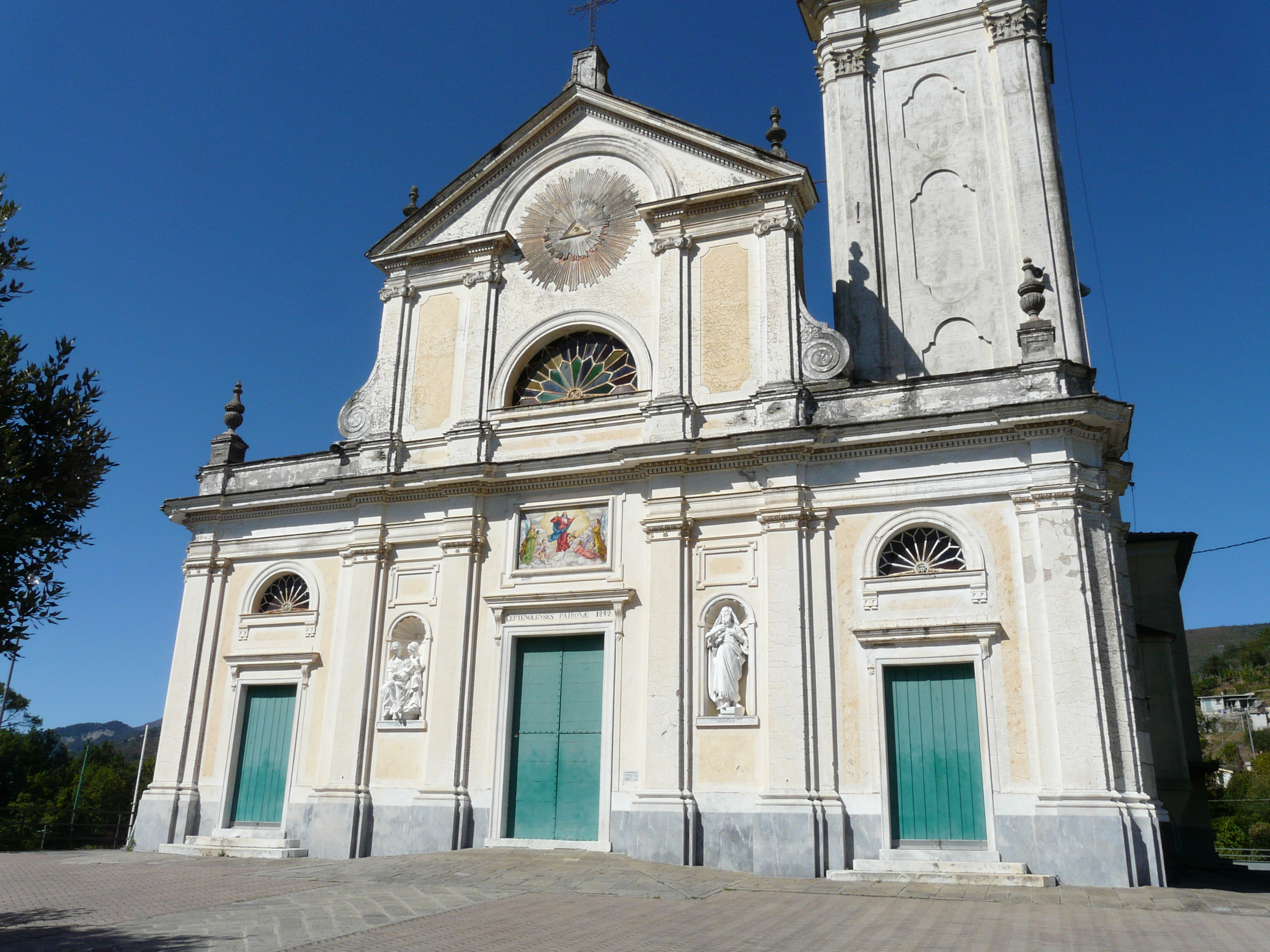
La chiesa parrocchiale di Santa Maria Assunta nella frazione di Certenoli

### Architetture religiose
- Chiesa parrocchiale della Santissima Trinità nella frazione di Aveggio, edificata nel corso del XIX secolo. Già dipendente della Parrocchia di Santa Maria Assunta in Certenoli, fu creata rettoria indipendente il 25 dicembre 1918 dal vescovo di Chiavari monsignor Amedeo Casabona; prevostura dal 10 maggio 1930.
- Chiesa parrocchiale di San Maurizio nella frazione di Baranzuolo. Dipendente della Parrocchia di Santo Stefano in Cichero come attesta la prima citazione dell'edificio nel 1582, la costruzione della locale chiesa risalirebbe al 1762 che andò a modificare l'impianto originario. Inizialmente la chiesa aveva un solo altare e nel 1736 furono aggiunti i due laterali intitolati a san Michele Arcangelo e al Cristo (poi al Santissimo Rosario). L'indipendenza parrocchiale l'assunse nel 1869 su decisione dell'arcivescovo di Genova Andrea Charvaz. Singolare architettura a sole due navate, edificio recentemente ristrutturato.

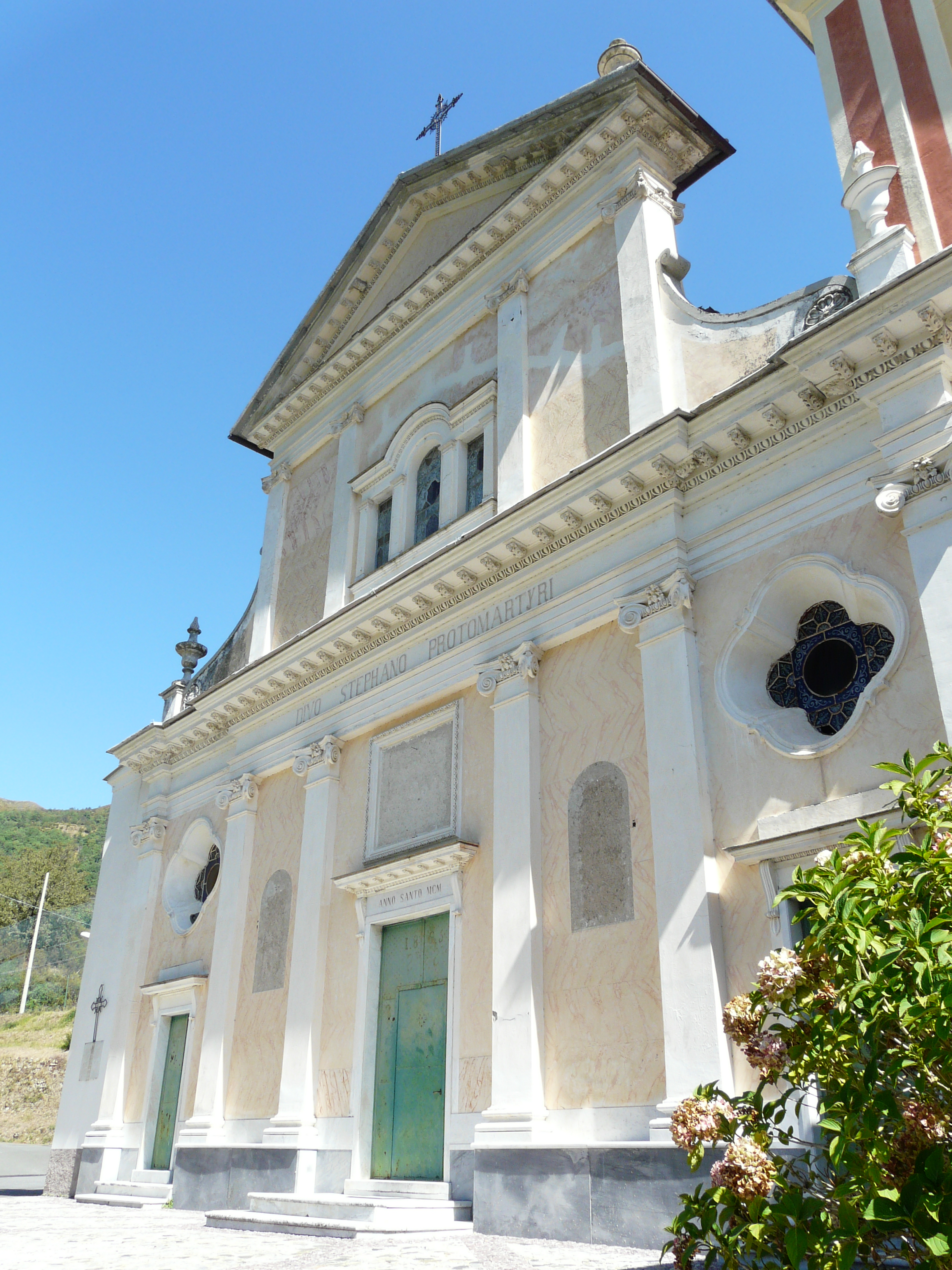
La chiesa parrocchiale di Santo Stefano nella frazione di Cichero

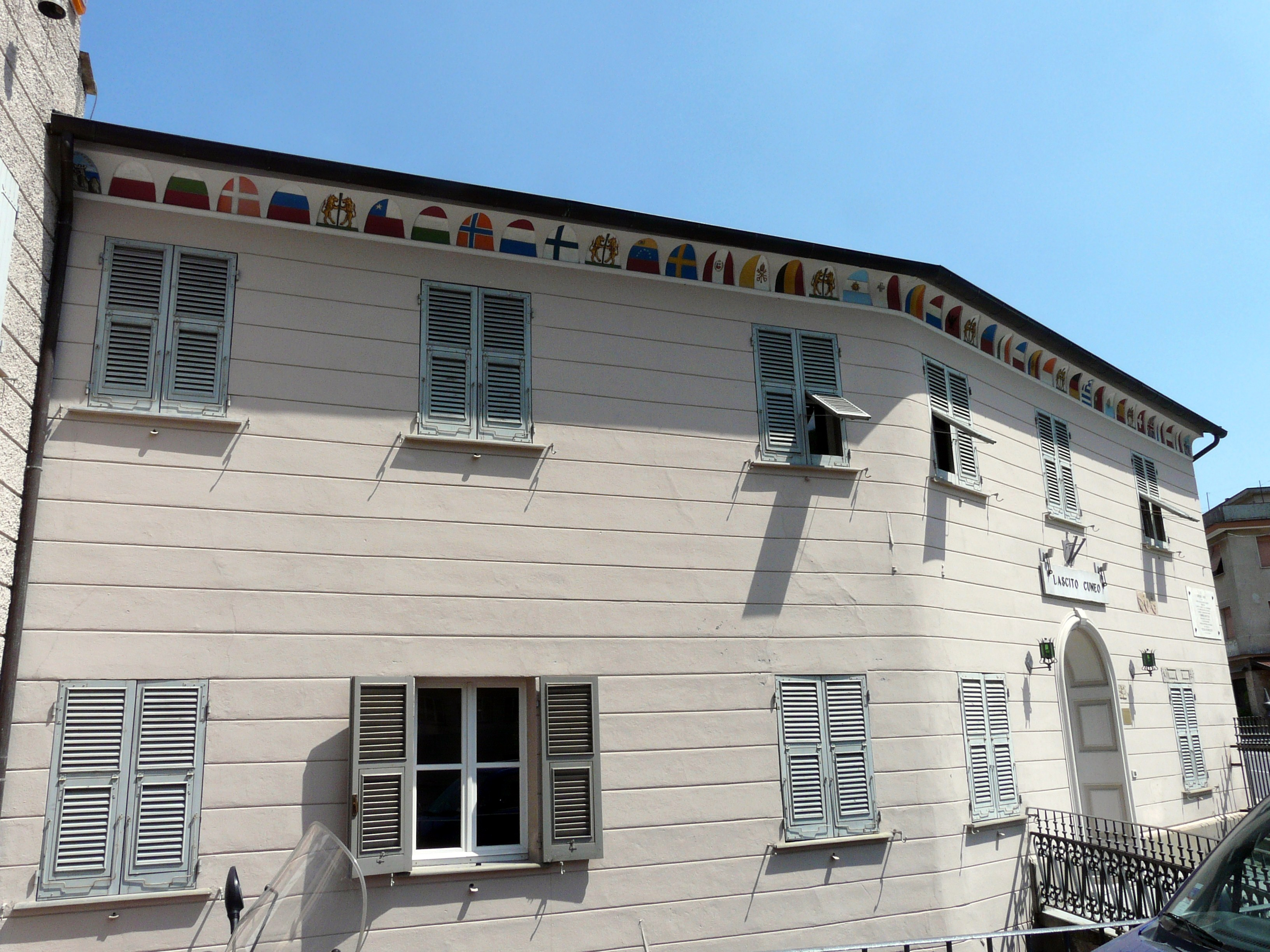
Il palazzetto "Lascito Cuneo" a Calvari

- Cappella di San Lorenzo martire nella frazione di Calvari. Le attuali forme strutturali sono databili ad un rimaneggiamento nel XVIII secolo, ma diversi studi e scavi nei pressi dell'edificio hanno permesso il ritrovamento di un antico altare del 1564 e del pavimento originale della chiesa che, come attestano alcune fonti cartacee, potrebbe essere stata edificata nel 1464. Altro particolare dell'edificio religioso è l'antistante piazzale-sagrato in ardesia, tipica pietra di estrazione dalle cave della val Fontanabuona.
- Chiesa parrocchiale di Santa Maria nella frazione di Camposasco. Le prime notizie ufficiali della chiesa e della parrocchia sono risalenti al 1143.
- Cappella di Nostra Signora dell'Orto nella frazione di Carpenissone.
- Chiesa parrocchiale di San Bernardo nella frazione di Celesia. Già succursale della parrocchia di Cichero fu resa autonoma il 5 aprile del 1618 dall'arcivescovo di Genova monsignor Domenico de' Marini.
- Chiesa parrocchiale di Santa Maria Assunta nella frazione di Certenoli. Parrocchia dal XIII secolo è dal 1927 sede di Arcipretura. La struttura della chiesa si presenta a croce greca e conserva un crocifisso processionale del Cristo nero.
- Chiesa parrocchiale di Santo Stefano nella frazione di Cichero.
- Cappella a Villagrande di Cichero realizzata a ricordo dei tragici eventi della seconda guerra mondiale avvenuti nella frazione.
- Cappella della Madonna Immacolata nella frazione di Fregarie.
- Chiesa parrocchiale di San Michele Arcangelo nella frazione di Romaggi. Decorata in stile barocco e già sede parrocchiale dal X secolo fu in seguito soppressa e sottoposta alla parrocchia di Certenoli. Il 27 luglio del 1798 fu nuovamente resa indipendente, con il titolo di Rettoria, dall'arcivescovo genovese monsignor Giovanni Lercari.
- Chiesa parrocchiale di San Colombano nella frazione di San Colombano di Vignale. Risalente al 1100, anche se ricostruita ex novo, all'interno conserva la statua lignea di San Colombano abate opera dello scultore Antonio Canepa del 1915 e le statue della Madonna del Rosario e di San Rocco della scuola del Maragliano di fine Ottocento.
- Chiesa parrocchiale di San Martino nella frazione di San Martino del Monte. La sua parrocchia è risalente al XII secolo e, a seguito della soppressione parrocchiale, fu congiunta alla comunità di Vignale. La parrocchia fu nuovamente istituita dal vescovo di Chiavari monsignor Fortunato Vinelli nel 1902. Prevostura dal 1926 ha assunto in seguito la denominazione di santuario di Nostra Signora della Guardia.
- Cappella di San Fermo nella località di Villa Oneto, edificato nel corso del XVII secolo.
- Ruderi dell'antica abbazia della Natività di Gesù, nei pressi della località di Villa Oneto. Il sito, che si pensava di origine bizantina, potrebbe essere risalente non più indietro del XVII secolo così come certificato da una campagna di scavi effettuata tra il 1994 e il 1995.
- Altre cappelle ed edicole mariane significative si trovano a Barbarasco, Lomaro, Carruggio di Vignale e Paie di Calvari dedicata all'eccidio nazifascista.

### Architetture civili
- Palazzo del municipio, realizzato nel 1882 e restaurato nel 1980, nella frazione di Aveggio.
- Palazzetto "Lascito Cuneo" nella frazione di Calvari. Il palazzo è stato donato dalla famiglia Cuneo all'ente comunale nel 1905. Le sale sono state convertite a sala biblioteca e a spazi museali in cui sono raccolti, oltre del materiale come arredi e oggetti della famiglia, anche antichi attrezzi da lavoro agricoli ed enologici. In una sala, detta "Sala ricordi", sono altresì conservati strumenti musicali come i pifferi di fine Ottocento. Tra i libri posseduti dai Cuneo anche un volume sulla vita del navigatore Cristoforo Colombo, edito a Venezia nel 1571 e scritto dal figlio Fernando[13].
- Ponti romani sul torrente Cicana nelle località Resordo e Mezzavalle di Celesia.

## Società

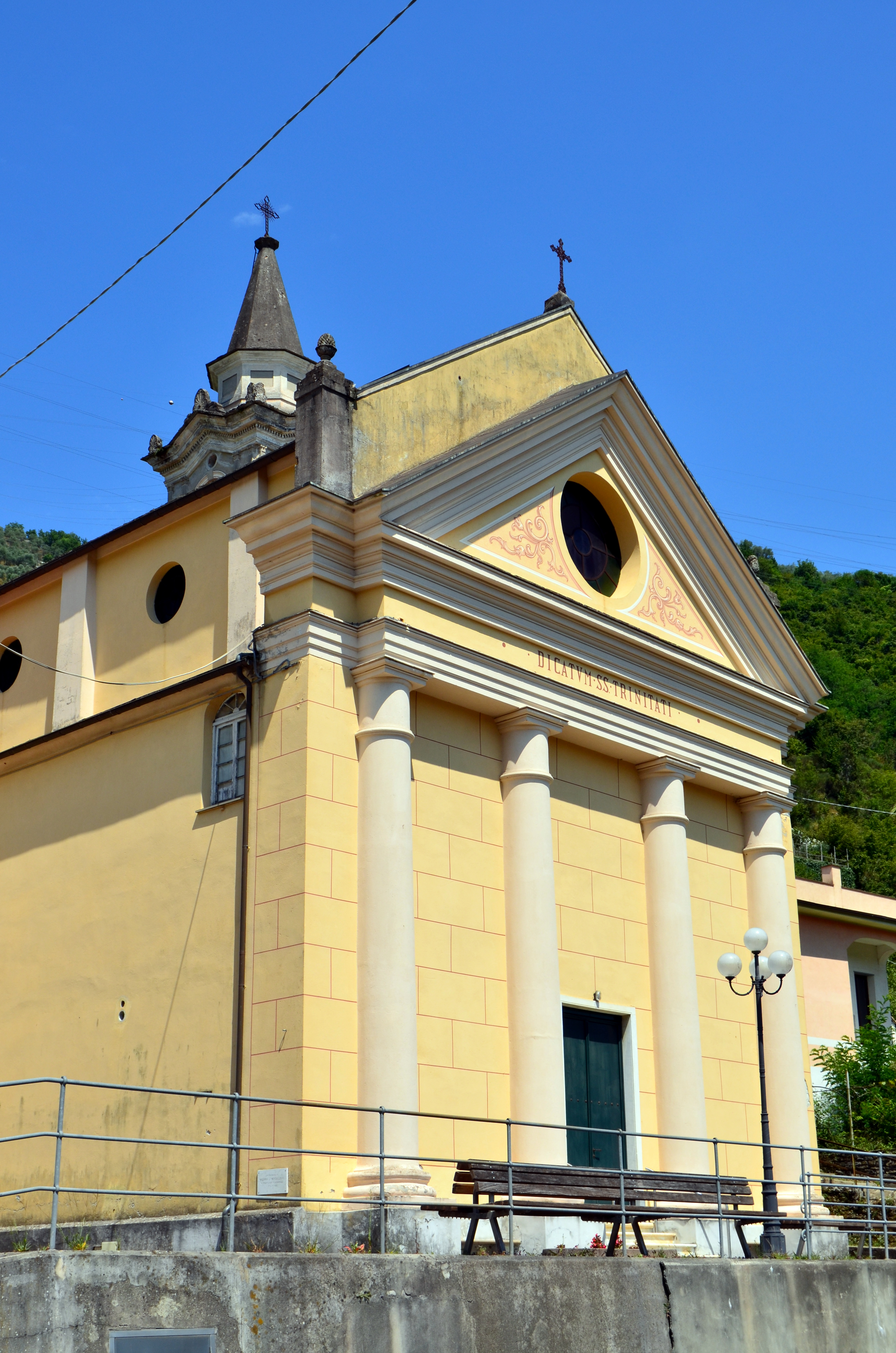
La chiesa della Santissima Trinità nella frazione di Aveggio

### Evoluzione demografica
Abitanti censiti

### Etnie e minoranze straniere
Secondo i dati Istat al 31 dicembre 2022, i cittadini stranieri residenti a San Colombano Certenoli sono 154, così suddivisi per nazionalità, elencando per le presenze più significative:
1. Marocco, 31
2. Albania, 27
3. Romania, 23

## Cultura

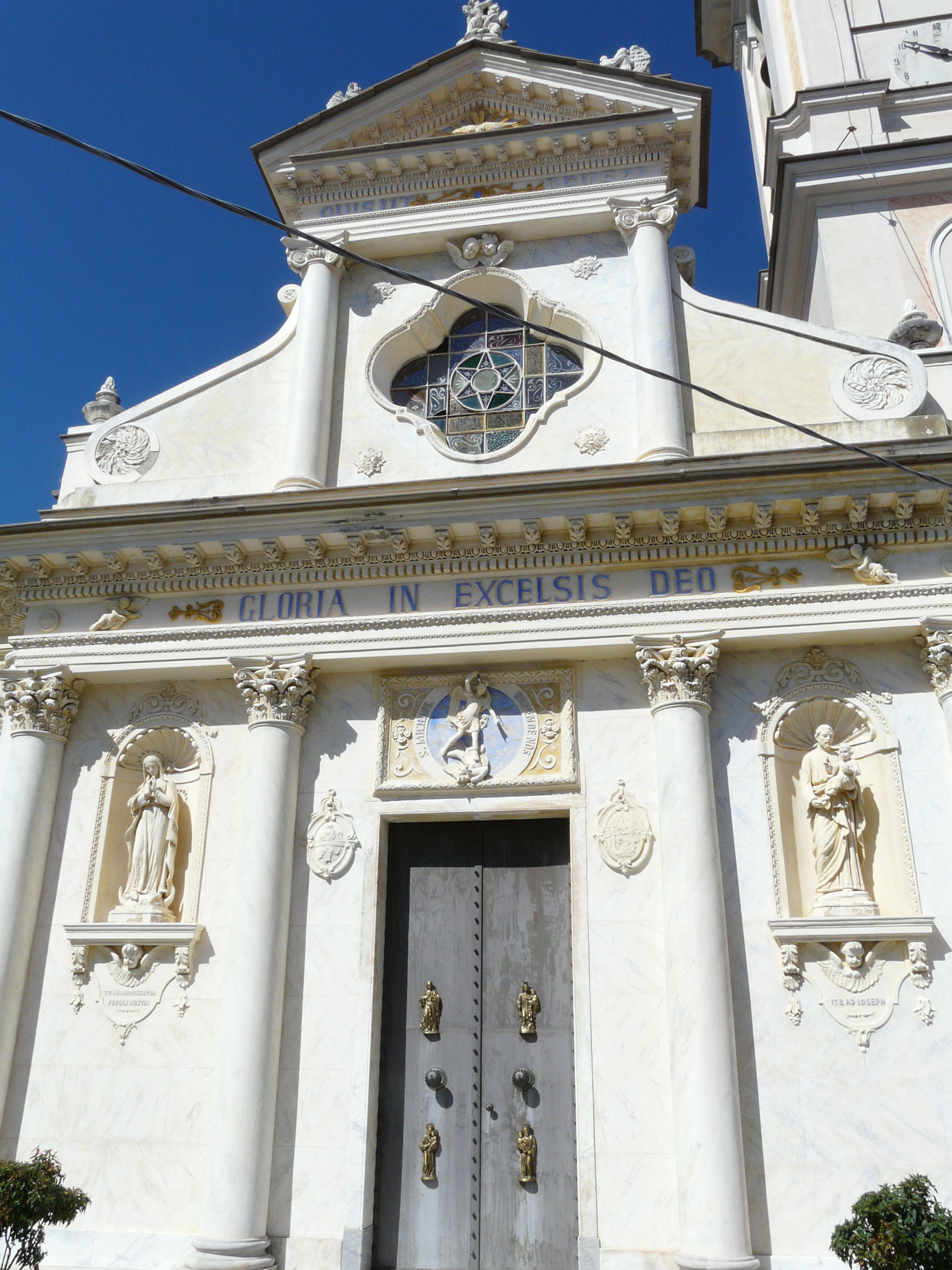
La parrocchiale di San Michele Arcangelo nella frazione di Romaggi

### Istruzione

#### Scuole
San Colombano Certenoli è sede dei seguenti istituti scolastici statali, inerenti al ciclo scolastico della scuola secondaria di secondo grado:
- Istituto di Istruzione Superiore Tecnica Agraria ed enogastronomia "Bernardo Marsano", sede distaccata di San Colombano Certenoli.[17].

#### Musei
- Museo contadino nella frazione di Calvari.
- Casun "Du Stecca" in alta val Cichero in prossimità del valico di Romaggi, ove i partigiani di Aldo Gastaldi "Bisagno" organizzarono la loro prima sede e fondarono la mitica "Divisione Cichero" che operò poi in tutto l'appennino genovese.

### Eventi
- Expò Fontanabuona[18], l'ultima settimana di agosto negli stand espositivi nella frazione di Calvari, che nel 2014 ha raggiunto la 30ª edizione.

## Geografia antropica

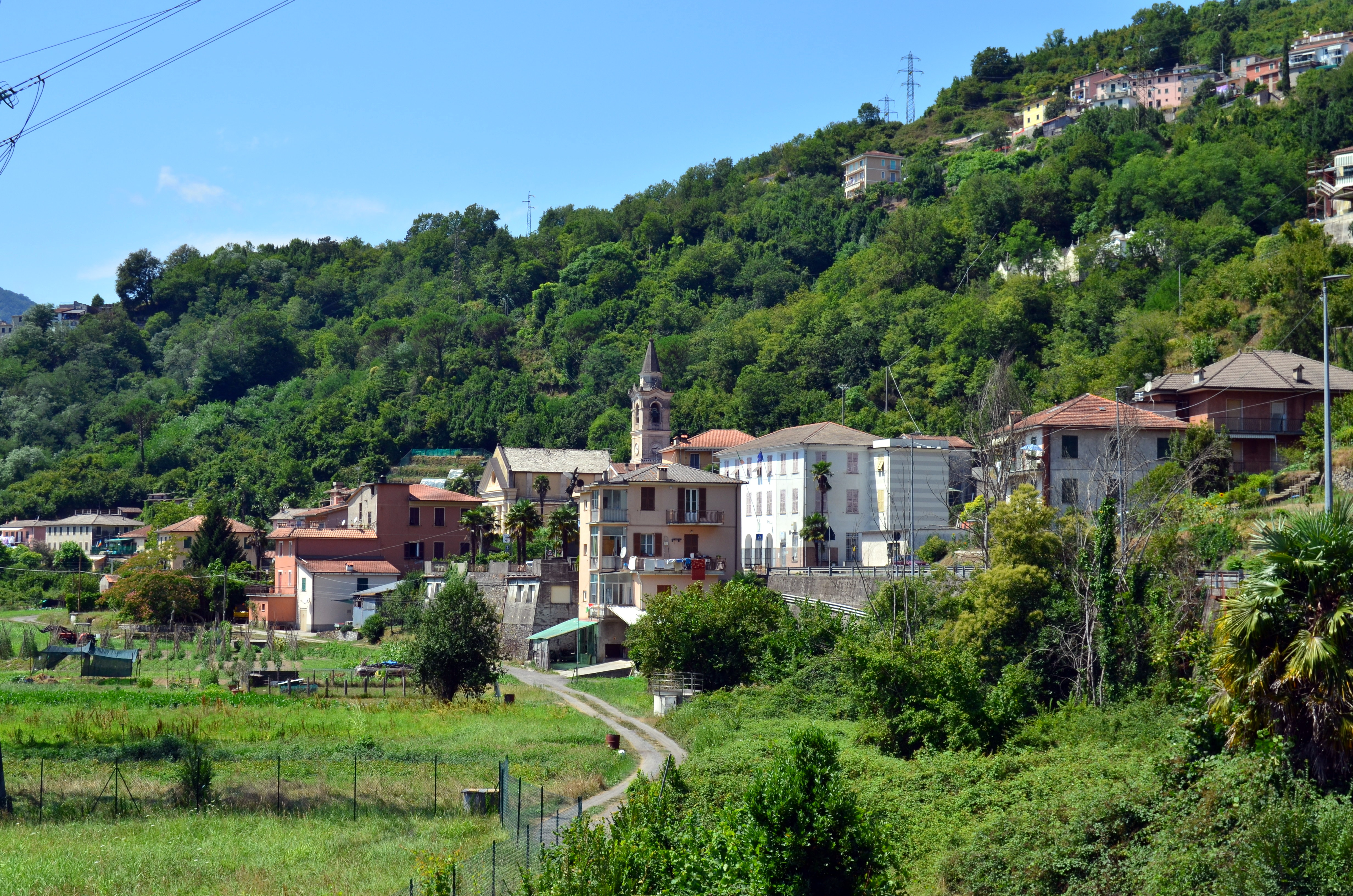
Panorama di Aveggio, sede del palazzo comunale.

Il territorio è costituito dalle frazioni di Aveggio (capoluogo), Baranzuolo, Bavaggi, Calvari, Camposasco, Carpenissone, Castelletti, Celesia, Certenoli, Cichero, Fregarie, Fronti, Maggi, Mezzavalle, Romaggi, San Colombano, San Martino al Monte, Scaruglia, Vignale per un totale di 41,58 km².
Confina a nord con i comuni di Orero, Rezzoaglio e Borzonasca, a sud con Zoagli, Leivi e Carasco, ad ovest con Orero e Coreglia Ligure, ad est con Borzonasca, Mezzanego e Carasco.

## Economia

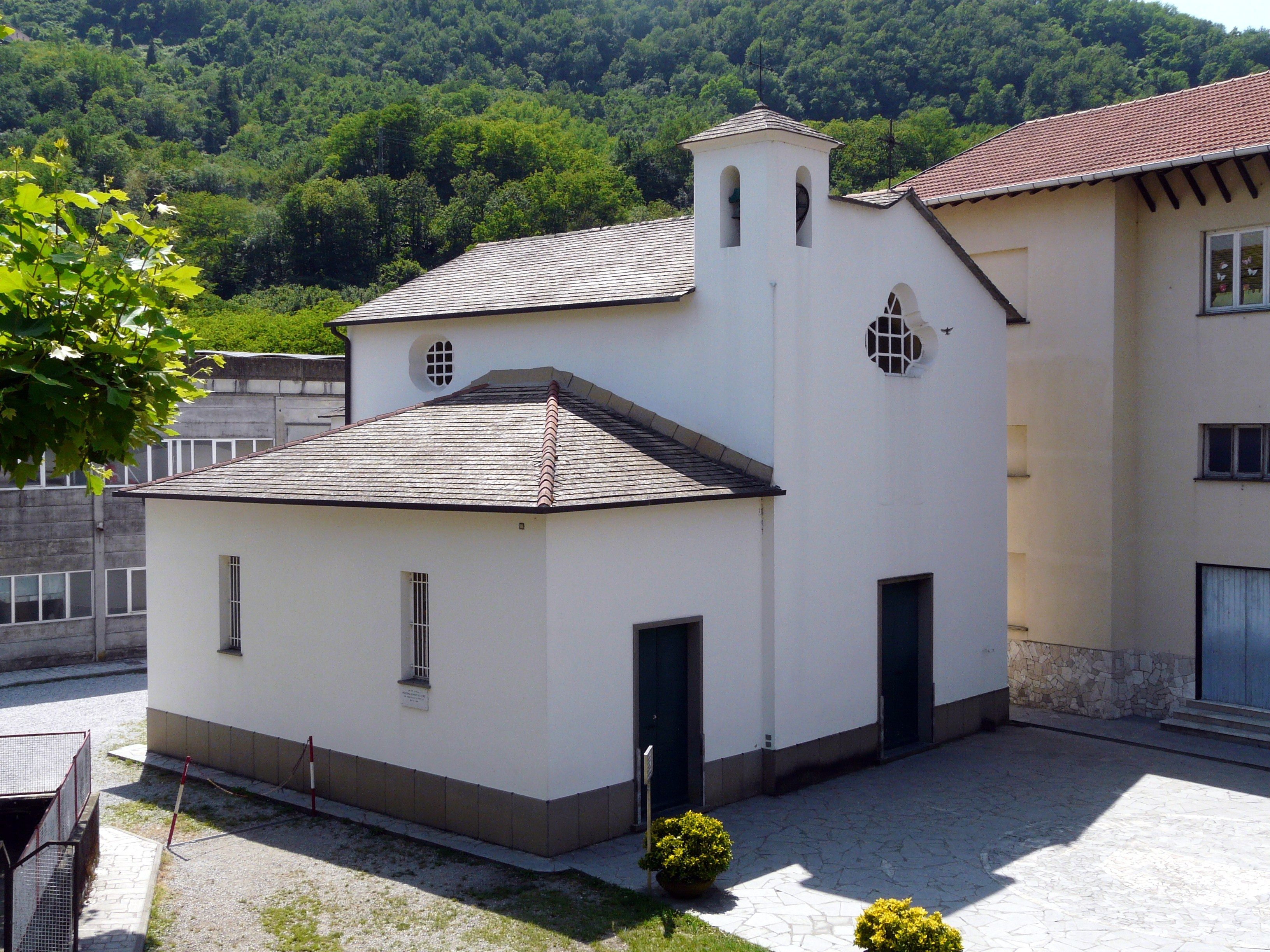
La cappella di San Lorenzo a Calvari

L'economia del paese è divisa tra produzione industriale e commercio, mentre l'agricoltura e l'allevamento del bestiame erano la prima fonte di sostentamento fino al primo dopoguerra.
Le piccole attività artigianali e agricole erano riunite in una cooperativa, l'unica presente nella val Fontanabuona. La "Cooperativa Agricola San Colombano Certenoli" è fallita nel 2007 con una gravissima ripercussione per l'economia del comune a causa delle inadempienze e l'immobilismo degli enti locali che non intervenendo hanno sancito la chiusura di innumerevoli aziende agricole fontanine: piccole realtà dal punto di vista economico ma che ricoprivano un'importantissima funzione sociale ed un ruolo fondamentale di presidio sul territorio.
Due importanti industrie da ricordare:
- la prima ha sede nella frazione di Aveggio, (capoluogo del comune), primo produttore europeo nella produzione di globi geografici che esporta in oltre 60 paesi distribuiti sui 5 continenti.
- la seconda ha sede in località Perella ed è una delle più importanti aziende al mondo nella produzione e distribuzione di attrezzature subacquee.

Nel periodo estivo, solitamente l'ultima settimana di agosto, vengono organizzati nella frazione di Calvari stand espositivi e gastronomici ("Expò Fontanabuona"), utili per far conoscere ai visitatori le attività presenti nel territorio fontanino.

## Infrastrutture e trasporti

### Strade
Il centro di San Colombano Certenoli è attraversato principalmente dalla strada statale 225 della Val Fontanabuona che gli permette il collegamento stradale con Orero e Cicagna, a nord, e Carasco a sud.
Ulteriori collegamenti viari del territorio sono la provinciale 32 di Leivi, per raggiungere l'omonimo comune, e la provinciale 42 di Romaggi che, passando per le frazioni collinari di Romaggi, Cichero e Celesia, si raccorda a Terrarossa, al confine tra i comuni di Carasco e Mezzanego, con la strada provinciale 586 della Valle d'Aveto.

### Mobilità urbana
Dal comune di Chiavari un servizio di trasporto pubblico locale gestito dall'AMT garantisce quotidiani collegamenti bus con San Colombano Certenoli e per le altre località del territorio comunale.

## Amministrazione

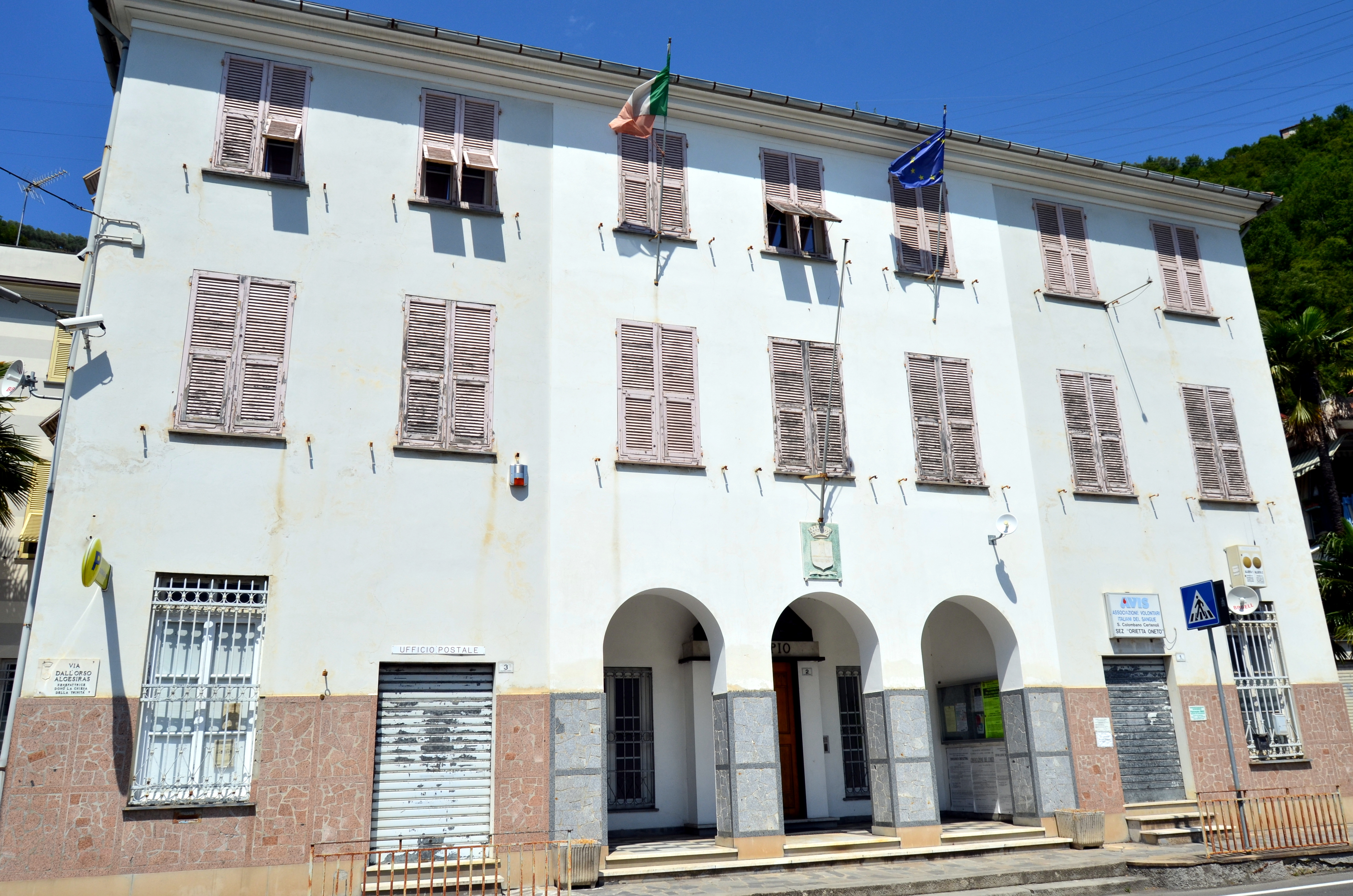
Il municipio ad Aveggio

| Periodo           | Periodo           | Primo cittadino   | Partito                                                          | Carica      | Note   |
| ----------------- | ----------------- | ----------------- | ---------------------------------------------------------------- | ----------- | ------ |
| 1951              | 1985              | Filippo Zavatteri | Unione e Fede (lista civica)                                     | Sindaco     |        |
| 30 luglio 1985    | 21 maggio 1990    | Filippo Zavatteri | Unione e Fede (lista civica)                                     | Sindaco     |        |
| 12 giugno 1990    | 24 aprile 1995    | Filippo Zavatteri | Unione e Fede (lista civica)                                     | Sindaco     |        |
| 24 aprile 1995    | 14 giugno 1999    | Italo Seracchioli | Famiglia e progresso (lista civica)                              | Sindaco     |        |
| 14 giugno 1999    | 11 luglio 1999    | Italo Seracchioli | Famiglia e progresso (lista civica)                              | Sindaco     | [ 20 ] |
| 11 luglio 1999    | 17 aprile 2000    | Luisa Chiesa      | Famiglia e progresso (lista civica)                              | Vicesindaco |        |
| 17 aprile 2000    | 5 aprile 2005     | Luisa Chiesa      | Famiglia e progresso (lista civica)                              | Sindaco     |        |
| 5 aprile 2005     | 30 marzo 2010     | Luisa Chiesa      | Famiglia e progresso (lista civica)                              | Sindaco     |        |
| 30 marzo 2010     | 1º giugno 2015    | Giovanni Solari   | Famiglia e Progresso (lista civica)                              | Sindaco     |        |
| 1º giugno 2015    | 22 settembre 2020 | Giovanni Solari   | Nella continuità verso il futuro (lista civica)                  | Sindaco     |        |
| 22 settembre 2020 | in carica         | Carla Casella     | Nella continuità verso il futuro (lista civica di centro-destra) | Sindaco     |        |

## Sport

### Calcio
- U.S.D. Calvarese 1923, militante nel campionato di Promozione.